# 요시다촌 (가가와현)
요시다촌(일본어: 吉田村)은 일본 가가와현 나카타도군에 설치된 촌이다.

## 역사
- 1890년 2월 15일 - 정촌제 시행에 수반해 다도군 요시다촌이 성립하였다.
- 1899년 4월 1일 - 다도군 나카군과 합병해 나카타도군이 되었다.
- 1901년 11월 3일 - 젠쓰지촌, 아사노촌과 합병, 정으로 승격, 젠쓰지정이 성립해 소멸하였다.

## 참고 문헌
- 角川日本地名大辞典編纂委員会, 『角川日本地名大辞典 43 香川県』, 1985, 角川書店